# 대니얼 맥패든
대니얼 리틀 맥패든 (Daniel Little McFadden, 1937년 7월 29일 ~ )은 제임스 헤크먼(James Heckman)과 2000년 노벨 경제학상을 공동 수상한 미국의 계량 경제학자이다. 맥패든의 몫은 "이산 선택 을 분석하기 위한 이론 및 방법의 개발"이었다. 그는 서던캘리포니아대학교의 보건경제학 교수이자 캘리포니아대학교 버클리의 대학원 교수이다.
맥패든은 1937년 7월 29일 노스캐롤라이나 주 롤리에서 태어났다. 그는 미네소타 대학교에서 물리학 학사 및 박사 학위를 받았다. 5년 후(1962) 행동 과학(경제학)에서. 미네소타 대학에서 그의 대학원 어드바이저는 2007년 노벨 경제학상을 수상한 레오니트 후르비치였다.
1964년 맥패든은 버클리 캘리포니아 대학교 교수진에 합류하여 선택 행동과 경제 이론과 측정을 연결하는 문제에 대한 연구에 집중했다. 1974년에 그는 조건부 로짓 분석을 도입했다.
1975년 맥패든은 John Bates Clark 메달을 수상 했다. 1977년 그는 매사추세츠 공과 대학으로 옮겼다. 1981년에 그는 국립 과학 아카데미에 선출되었다.
그는 1991년 버클리로 돌아와 경제학 응용을 위한 통계 계산에 전념하는 계량경제학 연구소를 설립했다. 그는 감독으로 남아 있다. 그는 Economists for Peace and Security의 이사이다. 2006년 미국철학학회 회원으로 선출되었다.
2011년 1월 맥패든은 서던캘리포니아 대학교(USC)의 보건 경제학 교수로 임명되었다.